# مريم أسلمزيان
مريم أرشاكي أسلمزيان (بالأرمنية: Մարիամ Արշակի Ասլամազյան)‏ ‏ (1907-2006) هيَ فنانة تشكيلية سوفييتية، تُعتبر فنانة الشَعب في الجمهورية الأرمينية السوفيتية الاشتراكية (1965) وفنانة الشَعب في الاتحاد السوفيتي (1990).

## حياتها
وُلدت في 20 أكتوبر 1907 في قرية باش شيراك بالقُرب من مدينة غيومري، وهي شقيقة الرسام ييرانوهي أسلمزيان. تُوفيت في 16 يوليو 2006 في موسكو. تم الاحتفاظ بمجموعة كبيرة من أعمالها هي وشقيقها في متحف أسلمزيان سيسترسز الأصليين في غيومري.
لَها عدد من الرَسمات الشَهيرة، مِثل: عودة البَطل (1942)، وَأنا عمري 70 سنة (1980)، وَنويسي نايبورس (1981).